# Agrypnia picta
Agrypnia picta – gatunek owada z rzędu chruścików. Larwy budują przenośne domki, zbudowane ze spiralnie ułożonych części roślinnych.
Gatunek palearktyczny, w Europie występuje głównie na północy, zasiedla jeziora, roślinność rzek oraz zalewy morskie. Limnefil, w Polsce bardzo rzadki.
Kilka larw złowiono w niewielkich zbiornikach torfowiskowych na Pojezierzu Łęczyńsko-Włodawskim, inne dane odnoszą się do niepewnie oznaczonych kilku larw z Pojezierza Mazurskiego. W Finlandii występuje stosunkowo licznie lecz lokalnie na bagnach, stawach i zbiornikach okresowych, także w estuariach w strefie wód słonawych, w jeziorze Vesijarvi wśród moczarki. Stwierdzona obecność w jeziorach Estonii i Łotwy, wyjątkowo rzadki. Występuje w zbiornikach lasotundry w Karelii.